# Aleksandr Efimovič Razumnyj
Aleksandr Efimovič Razumnyj (Kropyvnyc'kyj, 1º maggio 1891 – Mosca, 25 novembre 1972) è stato un regista cinematografico russo.

## Filmografia (parziale)

### Regista
- Banda bat'ki Knyša[1] (1924)
- Timur i ego komanda[2] (1940)
- Miklucho-Maklaj (1947)